# Ханжин, Павел Семёнович
Па́вел Семёнович Ханжи́н (20 июня 1924, Тетюши, Татарская АССР — 15 октября 2007, Душанбе) — командир взвода разведки 38-го гвардейского стрелкового полка (14-я гвардейская стрелковая дивизия, 57-я армия, Степной фронт). Герой Советского Союза (1943).

## Биография
Родился 20 июня 1924 года в городе Тетюши Татарской АССР в семье рабочего. Русский. Жил в городе Кирове. После окончания неполной средней школы в 1941 году поступил в Казанское авиационно-техническое училище. С началом Великой Отечественной войны училище было переведено на ускоренный курс обучения, но не успев окончить его, в октябре 1941 года курсант Ханжин был призван в ряды РККА. С марта 1942 года воевал на Центральном, Сталинградском, Донском, Степном, 2-м и 1-м Украинском фронтах.
Командир взвода 38-го гвардейского стрелкового полка гвардии младший лейтенант Ханжин отличился при форсировании Днепра. В октябре 1943 года взвод Ханжина под сильным огнём противника на трёх лодках высадился на правом берегу Днепра. Освобождая остров Пушкаревский, Ханжин со взводом в 24 бойца вступил в рукопашный бой с врагом на берегу в районе Речища, уничтожив лично 5 гитлеровцев.
Указом Президиума Верховного Совета СССР от 20 декабря 1943 года за успешное форсирование реки Днепр, прочное закрепление плацдарма на правом берегу реки Днепр и проявленные при этом отвагу и геройство гвардии младшему лейтенанту Ханжину Павлу Семеновичу присвоено звание Героя Советского Союза с вручением ордена Ленина и медали «Золотая Звезда».
В боях Берлинской операции за город Мускау 16 апреля 1945 года офицер разведки гвардии лейтенант Ханжин лично взял в плен 7 немецких солдат. 19 апреля в боях за город Вейсвасер Ханжин организовал разведку в тыл врага, при этом захватил 14 гитлеровцев в плен. За эти боевые заслуги был награждён орденом Отечественной войны 1-й степени.
После окончания войны продолжил службу. В 1971 году полковник Ханжин уволился в запас. Жил в Душанбе. Работал инженером в проектном институте.
Преподавал начальную военную подготовку в сш № 58 г. Душанбе.
Умер 15 октября 2007 года. Похоронен в Душанбе на Русском кладбище.

## Награды
- Медаль «Золотая Звезда» (20.12.1943)[1];
- орден Ленина (20.12.1943);
- два ордена Отечественной войны I степени (28.05.1945[2]; 06.04.1985[3]);
- медаль «За отвагу» (06.08.1944)[4];
- две медали «За боевые заслуги»;
- другие медали;
- орден «Шараф» (Таджикистан) (1999).

## Память
- Имя Героя высечено золотыми буквами в зале Славы Центрального музея Великой Отечественной войныв Парке Победы г. Москва.

- Имя Героя Советского Союза увековечено на мемориальной доске, установленной в парке Дворца Пионеров в городе Кирове.
- На могиле героя установлен надгробный памятник.
- Имя Героя Советского Союза П. С. Ханжина присвоено:

Тетюшской средней школе;
улице в городе Душанбе.